# Bothrideres succinicola
Bothrideres succinicola is een keversoort uit de familie knotshoutkevers (Bothrideridae). De wetenschappelijke naam van de soort werd in 1881 gepubliceerd door Johann Philip Emil Friedrich Stein.